# Ñancucheo
Ñancucheo, también citado como Yancuché, fue un cacique mapuche del último cuarto del siglo XIX, que no participaba de malones, y vivía en la actual provincia del Neuquén, cuya invasión por parte del Ejército Argentino enfrentó con éxito efímero. Terminó su vida en el noroeste de la actual provincia del Chubut.

## Biografía
Estaba al frente de un cierto número de indígenas –incluyendo 200 lanceros– suficiente para ser considerado un cacique; pertenecía a la alianza de los manzaneros de Sayhueque, pero varias veces actuó como jefe independiente. En 1872, casi al mismo tiempo que Sayhueque firmaba un tratado con el coronel Liborio Bernal en Carmen de Patagones, Ñancucheo firmó otro con el mismo jefe. Mantuvo durante bastante tiempo algunos toldos en el este del curso del río Negro, donde recibía el racionamiento de parte del gobierno.
Al iniciarse la Conquista del Desierto, Ñancucheo concentró sus familias y guerreros en la cuenca del río Aluminé. Cuando, en 1881, se inició la conquista de las tierras al sur del río Neuquén, intentó ofrecer resistencia a orillas del río Collón Curá, pero fue derrotado. Estableció sus toldos sobre el río Malleo; en 1882, sin provocación alguna, con el solo designio de que todos los indígenas se sometieran a los invasores, el general Conrado Villegas lanzó sucesivas campañas contra la tribu de Ñancucheo, a quien derrotaron sucesivamente sobre el río Quemquemtreu, ataque que fue respondido sin éxito a orillas del río Chimehuin, donde los indígenas perdieron trece guerreros. Fue nuevamente atacado en el combate de la Trinchera, junto al lago Huechulafquen, el 11 de diciembre de 1882.
Perseguido tenazmente, fue atacado dos veces más, causándole más de cincuenta prisioneros –casi todos ellos mujeres y niños– y algunas bajas, por lo que se vio obligado a retirarse al otro lado de la Cordillera. Regresó pocos días después, y el 3 de enero de 1883 obtuvo una completa victoria sobre el capitán Emilio Crouzeilles, que estaba al frente de poco más de quince hombres, casi todos los cuales murieron combatiendo.
Sometido poco después a las tropas argentinas, Ñancucheo y sus trescientos indígenas se establecieron junto a los toldos de Sayhueque en Chichinales y Chelforó, en el valle medio del río Negro. Allí el gobierno decidió reemplazar en el mando al anciano cacique Sayhueque por el más joven Ñancucheo, con éxito muy efímero. Ñancucheo y su familia fueron bautizados por el padre salesiano Juan Cagliero.
A fines de 1895, el gobierno donó a los indígenas de las tribus de Sayhueque y Ñancucheo doce leguas cuadradas -unas 30 000 hectáreas– en el después llamado valle 16 de Octubre, al oeste de Esquel. Allí se estableció Ñancucheo con su familia, y allí los encontró el padre Domingo Milanesio en 1897. Sin embargo, en el año 1900 estaba en el pueblo de Comallo, probablemente porque fue despojado de sus propiedades en el fértil valle cordillerano por el gobierno. Posteriormente se incorporó a la colonia Cushamen, al este de El Maitén, que no era tan fértil como el valle del que había sido despojado, pero al menos había algunas corrientes de agua y pastos para su ganado.
Lo último que se sabe de él es que recibieron una misión salesiana en 1902; más tarde apareció varias veces mencionado su hermano Miguel, pero no el antiguo cacique.